# Sphere (banda japonesa)
Sphere (スフィア Sufia?) fue una agrupación integrada completamente por actrices de doblaje de origen japonés que estaban manejadas por Sony Music Entertainment, bajo la casa disquera Lantis en la subdivisión Ray'n de Gloryheaven. Su sencillo debut "Future Stream" marca sus comienzos. Al ser las cuatro integrantes seiyūs, su música casi siempre está presente en series de anime, entre las cuales se destacan Asobi ni Iku yo!, Hatsukoi Limited, Sora no Manimani, Ichiban Ushiro no dai maō, entre otras.

## Discografía
Fuente:

### Álbumes
- A.T.M.O.S.P.H.E.R.E (23 de diciembre de 2009)
- Spring is Here (16 de marzo de 2011)
- Third Planet (11 de julio de 2012)

### Sencillos
- "Future Stream" (22 de abril de 2009)
- "Super Noisy Nova" (29 de julio de 2009)
- "Kaze o Atsumete/Brave My Heart" (25 de noviembre de 2009)
- "Realove:Realife" (21 de abril de 2010)
- "Now Loading... Sky!!" (28 de julio de 2010)
- "Moon Signal" (20 de octubre de 2010)
- "Hazy" (5 de mayo de 2011)
- "LET・ME・DO!!" (27 de julio de 2011)
- "High Powered" (26 de octubre de 2011)
- "Non stop road/Ashita e no Kaerimichi" (25 de abril de 2012)
- "Pride on Everyday" (7 de noviembre de 2012)
- "Genesis Aria" (1 de mayo de 2013)